# Campeonato Africano de Atletismo de 2010 - Revezamento 4x100 m feminino
A prova dos 4 x 100 metros estafetas feminino do Campeonato Africano de Atletismo de 2010 foi disputada no dia 30 de julho de 2010 em Nairóbi,  no Quênia. 

## Recordes
Antes desta competição, os recordes mundiais e do campeonato nesta prova eram os seguintes:
|                       | Nome                                                                       | Nacionalidade | Tempo  | Local     | Data                 |
| --------------------- | -------------------------------------------------------------------------- | ------------- | ------ | --------- | -------------------- |
| Recorde mundial       | Silke Gladisch, Sabine Rieger Ingrid Auerswald, Marlies Göhr               | Alemanha      | 41s 37 | Canberra  | 6 de outubro de 1985 |
| Recorde do campeonato |                                                                            | Nigéria       | 43s 49 | Durban    | 1993                 |
| Recorde africano      | Beatrice Utondu, Faith Idehen Christy Opara-Thompson, Mary Onyali-Omagbemi | Nigéria       | 42s 39 | Barcelona | 7 de agosto de 1992  |

Os seguintes recordes foram estabelecidos durante esta competição:
| Data        | Evento | Atleta                                                         | Nacionalidade | Tempo  | Notas                 |
| ----------- | ------ | -------------------------------------------------------------- | ------------- | ------ | --------------------- |
| 29 de julho | Final  | Lawretta Ozoh, Agnes Osazuwa Damola Osayemi, Blessing Okagbare | Nigéria       | 43s 45 | Recorde do campeonato |

## Medalhistas
| Ouro                                                                         | Prata                                                                                                   | Bronze                                                                                |
| Nigéria · Lawretta Ozoh · Agnes Osazuwa · Damola Osayemi · Blessing Okagbare | Camarões · Fanny Appes Ekanga · Charlotte Mebenga Amombo · Carole Made Kaboud Mebam · Delphine Atangana | Gana · Rosina Amenebede · Elizabeth Amolofo · Beatrice Gyaman · Flings Owusu-Agyapong |

## Cronograma
Todos os horários são locais (UTC+3).
| Data        | Hora  | Evento |
| ----------- | ----- | ------ |
| 30 de julho | 16:40 | Final  |

## Resultado final
| Posição           | Raia | Nacionalidade   | Atletas                                                                                     | Tempo | Notas                 |
| ----------------- | ---- | --------------- | ------------------------------------------------------------------------------------------- | ----- | --------------------- |
| Medalha de ouro   | 3    | Nigéria         | Lawretta Ozoh, Agnes Osazuwa, Damola Osayemi, Blessing Okagbare                             | 43.45 | Recorde do campeonato |
| Medalha de prata  | 5    | Camarões        | \|Fanny Appes Ekanga, Charlotte Mebenga Amombo, Carole Made Kaboud Mebam, Delphine Atangana | 44.90 |                       |
| Medalha de bronze | 5    | Gana            | Rosina Amenebede, Elizabeth Amolofo, Beatrice Gyaman, Flings Owusu-Agyapong                 | 45.40 |                       |
| 4                 | 4    | Etiópia         | Mantegbosh Melese, Fetiya Kedir, Leaynet Alemu, Fantu Magiso                                | 46.46 | Recorde nacional      |
| 5                 | 7    | Quênia          | Maryline Chelagat, Grace Miroyo Kidake, Catherine Nandi, Milcent Ndoro                      | 46.53 |                       |
| 6                 | 2    | Ilhas Maurícias | Stephanie Guillaume, Mary Jane Vincent, Elodie Pierre Louis, Joanillia Januier              | DNF   |                       |

Legenda
| Recorde mundial       | Recorde mundial (World record)               |                       | Recorde africano                      | Recorde africano (African) |                                           | Q | Classificado por posição (Qualified) |
| Recorde do campeonato | Recorde do campeonato (Championship record)  | Recorde da América    | Recorde da América (Americas)         | q                          | Classificado por melhor tempo (Qualified) |   |                                      |
| Melhor marca do ano   | Melhor marca do ano (World leading)          | Recorde asiático      | Recorde asiático (Asian)              | DNS                        | Não largou (Did not start)                |   |                                      |
| Recorde nacional      | Recorde nacional (National record)           | Recorde europeu       | Recorde europeu (European)            | DNF                        | Não terminou (Did not finish)             |   |                                      |
| Recorde pessoal       | Recorde pessoal do atleta (Personal best)    | Recorde da Oceania    | Recorde da Oceania (Oceania)          | DSQ / DQ                   | Desclassificado (Disqualified)            |   |                                      |
| Recorde da temporada  | Recorde da temporada do atleta (Season best) | Recorde sul-americano | Recorde sul-americano (South America) | NM                         | Sem marca (No mark)                       |   |                                      |